# Zeller Bach (Memminger Ach)
Der Zeller Bach ist ein linker Zufluss des Kressenbachs, des Hauptquellbachs der Memminger Ach.
Der Bach entspringt etwa 500 m nördlich von Sommersberg, einem Ortsteil der Gemeinde Dietmannsried. Beim Bad Grönenbacher Ortsteil Greit (Bad Grönenbach) nimmt er einige Quellen aus dem Waldgebiet Sparrenmoos auf. Auf seinem knapp 16 km langen Lauf Richtung Norden durchfließt er die Ortschaften Rothenstein, Zell, Woringen und Dickenreis, um dann bei Memmingen in den Kressenbach zu münden.